# Capasa languidata
Capasa languidata là một loài bướm đêm trong họ Geometridae.